# Grottsvala
Grottsvala (Petrochelidon fulva) är en fågel i familjen svalor inom ordningen tättingar.

## Utseende och läten
Grottsvalan är en rätt liten (12–14 cm) men kompakt svala med kort, tvärt avskuren stjärt. I fjäderdräkten är den mycket lik stensvalan: blåsvart vingovansida med ljusa hängslen, rostfärgad undergump, smutsvit undersida, ljust enfärgade vingundersidor, fläckade undre stjärttäckare samt mörk hjässa men ljus panna och nacke. Grottsvalan har också ljust rostrött på strupe och kind, ej svartaktig strupe och mörkröd kind. Pannan är rostfärgad, ej vit, men mexikanska stensvalor har också rött i pannan.
Lätet beskrivs i engelsk litteratur som ett mjukt, stigande "pwid", mer likt ladusvala än stensvala. Sången består likt stensvalan av en blandning av locklätet och nasala skallrande och fräsande ljud.

## Utbredning och systematik
Grottsvala förekommer i tre geografiskt skilda områden: Västindien, sydligaste USA och nordöstra Mexiko samt på Yucatánhalvön. Den delas in i sex underarter i tre grupper med följande utbredning:
- fulva-gruppen
  - Petrochelidon fulva puertoricensis – Puerto Rico
  - Petrochelidon fulva cavicola – Kuba och Isla de la Juventud
  - Petrochelidon fulva poeciloma – Jamaica
  - Petrochelidon fulva fulva – Hispaniola och Gonâve
- Petrochelidon fulva pallida – norra Arizona till New Mexico, södra Texas och nordöstra Mexiko (Tamaulipas)
- Petrochelidon fulva citata – södra Mexiko (norra Yucatánhalvön och inre Chiapas)

Sydamerikanska rostnackad svala (Petrochelidon rufocollaris) har tidigare behandlats som underart, men urskiljs numera allmänt som egen art.

## Levnadssätt
Grottsvalan ses födosöka över fält och vattensamlingar. Den häckar i kolonier, till skillnad från stensvalan långt in i en skyddande grotta eller under en kulvert. Boet är öppnare än stensvalans och fästs på en vertikal vägg.

## Status och hot
Arten har ett stort utbredningsområde och en stor population, och tros öka i antal. Utifrån dessa kriterier kategoriserar IUCN arten som livskraftig (LC).